# Hegyesi Mari

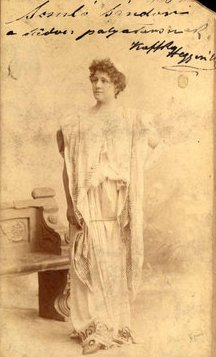
Hegyesi Mari Az ember tragédiájában

Hegyesi Mari, eredetileg Berghammer Mária (Padova, 1861. december 28. – Budapest, Józsefváros, 1925. november 28.) színésznő.

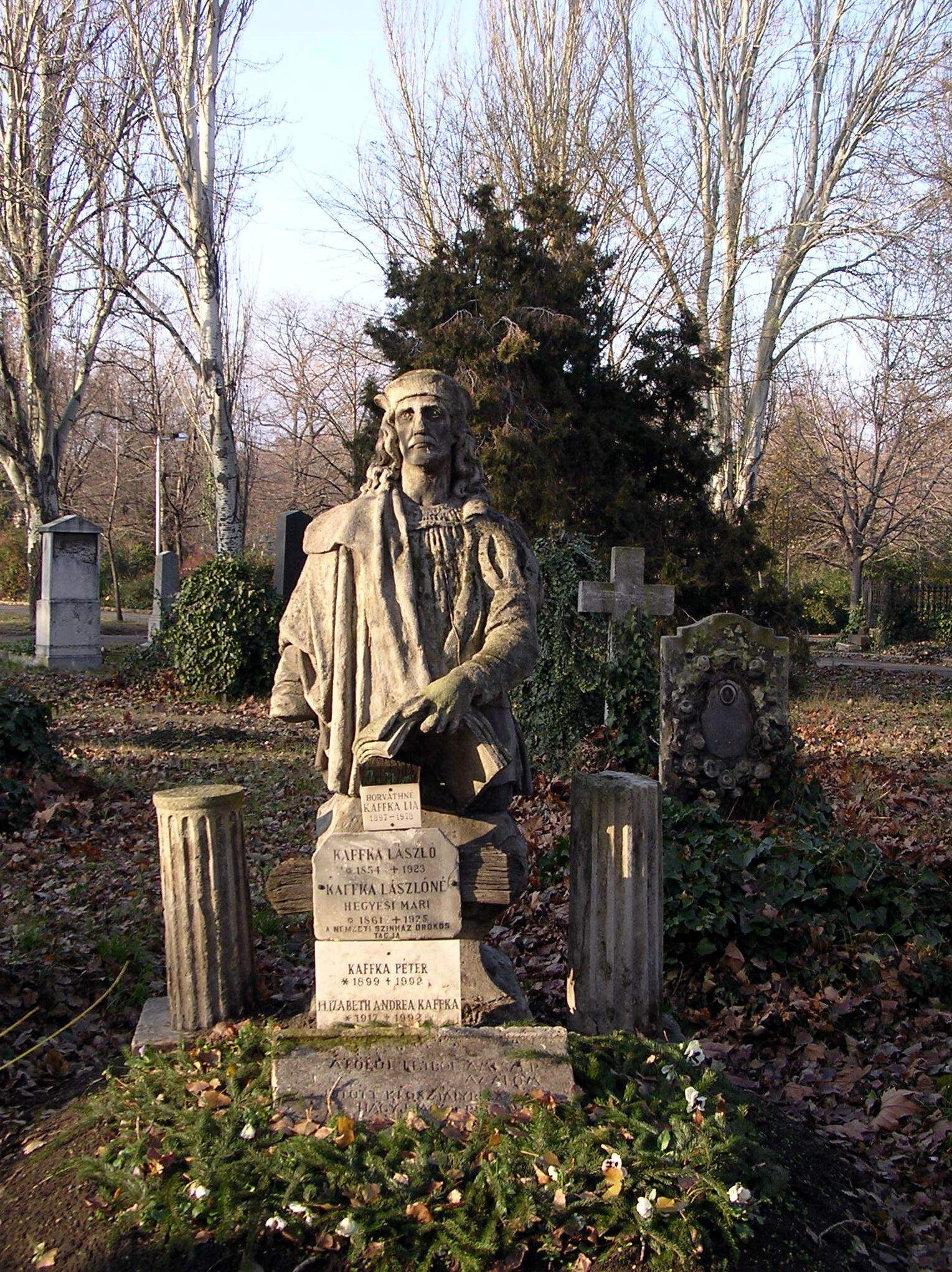
Sírja a Fiumei úti sírkertben (36/2-2-9)

## Élete
Berghammer József és Schőn Franciska lánya.
Krecsányi Ignác fedezte fel 16 éves korában és 1878-ban Békéscsabán az ő társulatában lépett először színpadra. Ezt követően szerepelt Pécsett, majd 1879 és 1886 között Kassán, Debrecenben, Aradon újra Krecsányi Ignác igazgatása alatt játszott.
1886. március 4-én lépett fel először a Nemzeti Színházban, melynek haláláig tagja maradt. 1918 márciusában a színház örökös tagjává választották.
Vidéken drámai és hősnő szerepkörben érte el sikereit a Nemzeti Színház is erre szerződtette, de igazi tehetségét működése későbbi korszakában anyaszerepekben bontakoztatta ki igazán. A század első negyedében a Nemzeti Színház egyik legszélesebb skálájú és legbensőségesebb drámai művésze volt.

## Magánélete
Férje tarcalvári Kaffka László (1854–1923) belügyi államtitkár; az 1880-as években az Országos Színészegyesület alelnöke, majd tanácsosa volt. 1887-ben kötöttek házasságot.
Gyermekei
- Kaffka László András Géza (1893–?) igazgatósági titkár. Felesége Csiky Ilona Olga Margit volt.
- Kaffka Róza Cecília Mária, Lia (1897–1978). Férje csepregi Horváth Antal Gyula János huszárfőhadnagy volt.
- Kaffka Péter János József (1899–1992) építészmérnök. Első felesége (1927–1932) Táborszky Mária Antónia Hermina, második (1934–1940) Letowski Ágnes Cecília volt.

## Főbb színházi szerepei
- Rózsi (Szigligeti Ede: Cigány)
- Olívia (William Shakespeare: Vízkereszt)
- Éva (Madách Imre: Az ember tragédiája)
- Hermione (William Shakespeare: Téli rege)
- Gina (Henrik Ibsen: A vadkacsa) Melinda (Katona J.: Bánk bán)
- Lady Windermere (Oscar Wilde: Lady Windermere legyezője)
- Bernd Róza (Hauptmann)
- Róza (Heijermans: Remény)
- Tanítóné (Zilahy Lajos: Süt a nap)

## Filmszerepei
- A szökött katona (1914)
- Meseország (1922)
- Az ifjú Medardus (1923)